# Incidente di Melilla del 2022
L'incidente di Melilla del 2022, conosciuto anche come tragedia del recinto di Melilla, tragedia di Nador, tragedia di Melilla, massacro di Nador e massacro di Melilla, si riferisce alla morte di diverse decine di migranti provenienti dall'Africa subsahariana, il 24 giugno 2022, presso le recinzioni che marcano il confine fra il Marocco e la città spagnola di Melilla.

## Fatti
I fatti si sono verificati durante un assalto di massa di un numero di persone compreso tra 500 e 2.000, per lo più provenienti da Sudan, Sud Sudan e Ciad, in fuga da conflitti armati nei loro luoghi d'origine, nelle prime ore del giorno per attraversare il confine con la Spagna.
Vi è disputa sul numero delle vittime: secondo le fonti ufficiali marocchine, 23 migranti e due gendarmi sono stati uccisi e altri 76 migranti e 140 gendarmi sono stati feriti; alcune ONG e vari media hanno riportato il numero dei migranti uccisi tra 37 e 40 e hanno chiesto indagini sulla sproporzionata brutalità della polizia. Se si considera la cifra di 37 morti, questo evento sarebbe la tragedia con il maggior numero di morti al confine terrestre tra l'Unione Europea e il Maghreb.
Dato il silenzio giornalistico per tutta la giornata e la diffusione di video e fotografie di diversi migranti svenuti, incustoditi, insanguinati, ammassati e morti in custodia della polizia, la situazione ha assunto una risonanza mediatica internazionale e una certa costernazione.  Il presidente del governo spagnolo, Pedro Sánchez, ha giustificato l'intervento e ha sottolineato che "dobbiamo riconoscere lo straordinario lavoro svolto dal governo marocchino in coordinamento con le forze di sicurezza statali spagnole per cercare di evitare un'aggressione violenta e ben risolta dalle due forze di sicurezza", oltre a riconoscere e ringraziare "l'importanza di avere relazioni con un partner strategico come il Marocco" e ad addossare la colpa dei fatti accaduti alle mafie del traffico di immigrati.
Successivamente è stato anche evidenziato con prove video che diversi agenti marocchini avevano attraversato il confine per arrestare, aggredire ed effettuare "rimpatri a caldo" di alcuni migranti che avevano già oltrepassato la recinzione. Di conseguenza, molte delle azioni condannate dalle organizzazioni per i diritti umani si sono verificate anche nella giurisdizione spagnola e non solo in quella marocchina, come si era ipotizzato in un primo momento. La Guardia Civil spagnola ha negato, in alcune dichiarazioni rilasciate all'Agence France-Presse, di essere a conoscenza di questa vicenda.
La giustizia marocchina ha poi condannato tredici dei migranti che non erano riusciti a raggiungere il territorio spagnolo a due anni e mezzo di carcere e a una multa di 10.000 dirham.

## Reazioni internazionali
- Il portavoce delle Nazioni Unite, Stéphane Dujarric, ha affermato che sia il Marocco che la Spagna hanno fatto un uso "eccessivo" della forza e ha chiesto un'indagine sulle violenze[18].

- Il Comitato delle Nazioni Unite per i lavoratori migranti ha chiesto un'indagine immediata e completa sugli eventi[19].

- Il Segretario Generale delle Nazioni Unite, António Guterres, ha twittato il suo sgomento per la violenza e l'uso eccessivo della forza contro "migranti e richiedenti asilo"[18].